# Rinnsal
Der Begriff Rinnsal bezeichnet in der Regel entweder einen sehr kleinen Bach oder eine beliebige Flüssigkeit, die in kleiner Menge irgendwohin fließt.
- Als Rinnsal wird speziell ein schmales, langsam rinnendes Fließgewässer bezeichnet, das kleiner als ein Bach ist. Alternativ kann man einen sehr kleinen Bach noch als Rinnsal bezeichnen.

- In der allgemeineren Bedeutung „rinnende Flüssigkeit“ gibt es Rinnsale aus Wasser, die nicht in einen Bach oder Fluss münden. Sie können zum Beispiel auch in der Kanalisation enden oder im Erdboden versickern. Darüber hinaus können auch andere Flüssigkeiten Rinnsale bilden, zum Beispiel Schweiß, Blut oder flüssiges Metall (in diesen Fällen ist ein Rinnsal kein Gewässer).

In Rinnsalen bilden sich charakteristische Strömungen aus, siehe Rinnsalströmung.
Der Begriff wird ferner auch im übertragenen Sinne gebraucht, zum Beispiel „das Rinnsal der Besucher“ oder „ein Rinnsal von Buchungen“.